# Каягым
Каягы́м (кор. 가야금) — корейский многострунный щипковый музыкальный инструмент. Один из самых распространённых в Корее струнных инструментов. Появление каягыма в Корее датируется VI веком: после завоевания государством Силла племенного союза Кая местный музыкант У Рык адаптировал китайский гучжэн и написал для него несколько пьес.
Имеет плоский резонаторный корпус удлинённой формы с двумя отверстиями на одном из концов. Число струн может быть различным; наиболее популярен 12-струнный каягым. Каждой струне соответствует особая передвижная подставка («кобылка»), при помощи которой осуществляется настройка инструмента.
Разновидность каягыма — кахёнгым имеет более короткий и более широкий корпус и более высокую тесситуру.
Играют на каягыме сидя. Инструмент используется соло и в сочетании с поперечной флейтой четтэ. Большой популярностью пользуются ансамбли каягымисток.
Сходные инструменты бытуют в Японии (кото) и во Вьетнаме (данчань).